# Laroque-d'Olmes
Laroque-d'Olmes é uma comuna francesa na região administrativa de Occitânia, no departamento de Ariège.